# Pénalité majeure
Ne doit pas être confondu avec pénalité de match (hockey sur glace) ou pénalité de méconduite pour le match (hockey sur glace).
 (mars 2023).
Si vous disposez d'ouvrages ou d'articles de référence ou si vous connaissez des sites web de qualité traitant du thème abordé ici, merci de compléter l'article en donnant les références utiles à sa vérifiabilité et en les liant à la section « Notes et références ».
Au hockey sur glace, la pénalité majeure est un type de pénalité qui sanctionne un manquement aux règles particulièrement grave ou ayant occasionné une blessure, mais tout de même moins grave qu'une pénalité de match. Les juges de ligne sont habilités à siffler une faute pouvant occasionner une pénalité majeure et à en avertir l'arbitre.
Une pénalité majeure est synonyme d'expulsion, car elle est toujours cumulée avec une pénalité de méconduite pour le match.

## Déroulement de la pénalité
Le joueur fautif va au vestiaire. Un joueur de son équipe (le substitut), présent sur la glace au moment de la faute (sauf le gardien), va au banc de pénalités pendant 5 minutes. Contrairement à une pénalité mineure, la pénalité n'est pas annulée en cas de but de l'équipe en supériorité numérique et va toujours jusqu'à son terme.
Un gardien sanctionné par une pénalité majeure va au vestiaire et est remplacé.

## Exception pour lescombatsenLNH
En Amérique du Nord (notamment en LNH), un joueur qui participe à un combat reçoit une pénalité de 5 minutes, mais celle-ci n'est pas cumulée avec une pénalité de méconduite pour le match.